# Sunniva
Sunniva es el nombre de una legendaria princesa irlandesa del siglo X, venerada como santa durante la Edad Media en Noruega. Su culto se desarrolló principalmente en la región de Vestlandet, y jugó un papel importante en la cristianización del país. Es considerada la santa patrona de la ciudad de Bergen, de Vestlandet, y protectora de la juventud noruega. Se la representa como una joven con corona y rocas y flores en la mano. Su festividad es el 8 de julio.

## La leyenda de Sunniva
Sunniva era la hija de un rey de Irlanda, conocido por su generosidad y riqueza. Cuando un hombre pagano de baja moral que la pidió en matrimonio invadió el reino, en lugar de someterse Sunniva decidió escapar del país con su gente a bordo de tres barcos sin vela, timón ni remos, con un rumbo desconocido. Las embarcaciones derivaron hacia el oriente, hasta llegar a la costa occidental de Noruega. Una parte de la tripulación se dirigió a la isla Kinn, pero la mayor parte, junto con Sunniva, desembarcaron en la isla Selje, en la boca del fiordo Nordfjord, en la actual provincia de Sogn og Fjordane, y se establecieron en una cueva. La población autóctona desconfió de los forasteros y tras acusarlos de robar sus ovejas, decidieron matarlos. Se armaron con espadas y antorchas, pero no pudieron cumplir su propósito porque una tormenta se lo impidió. El jarl Håkon Sigurdsson, entonces gobernante de Noruega, envió soldados para matar a Sunniva y su gente, pero Dios cubrió la entrada de la cueva con grandes rocas. Cuando el rey Olaf Tryggvason visitó la isla de Selje, supuestamente encontró huesos perfumados en la cueva, y ordenaría la construcción de un templo en ese lugar, donde los restos de Sunniva serían colocados en un cofre.

## Establecimiento de la leyenda
Se dice que dos campesinos que navegaban hacia Trondheim decidieron anclar en la isla de Selje para pasar la noche. Allí descubrieron una fuerte luz que descendía del cielo, y apareció ante ellos la imagen de un cráneo que emitía un delicioso aroma. Continuaron el viaje a Trondheim, donde se entrevistaron con el rey Olaf Tryggvason y el obispo Sigfrido. El rey y el obispo, convencidos de que el cráneo debía ser una reliquia, viajaron a Selje hacia 996 y encontraron en una cueva el cuerpo inerte de Sunniva, intacto, como si durmiera. Junto a ella se encontraban muchos esqueletos de olor perfumado. Los huesos fueron recolectados y colocados en un cofre tallado en madera para la santa.
Se dice que el rey Olaf el Santo, cuando regresaba procedente de Inglaterra para reconquistar Noruega, desembarcó en Selje para orar en la capilla construida en la cueva de Sunniva.
Posteriormente se establecieron en la isla monjes benedictinos ingleses, y fundaron ahí un monasterio consagrado a San Albano, que según algunas versiones de la leyenda era un hermano de la santa. En la actualidad sólo se conservan las ruinas del monasterio, y a juzgar por las investigaciones arqueológicas, éste contuvo un colegio para niños, y fue devastado por incendios y epidemias durante la época de la reforma protestante.
Alrededor de 1170 la historia de Sunniva fue escrita en idioma latín bajo el título Acta Sanctorum in Selio.
La leyenda de Sunniva, sin embargo, ha sido fuertemente cuestionada puesto que no existe un sustento histórico contundente. Aunque se reconoce la probabilidad de que barcos procedentes de Irlanda hayan llegado a las costas occidentales noruegas, de manera general se acepta que se trata de un relato romántico que, siendo un mito probablemente de carácter local en sus inicios, fue utilizado por las autoridades para la consolidación del cristianismo.
La asociación de la leyenda con el nombre de una virgen mártir, Santa Sunniva, se relaciona también con una imagen maternal, similar al de la Virgen María. Con su martirio, Sunniva se convertiría en una especie de madre del cristianismo noruego.

## Sunniva como institución católica

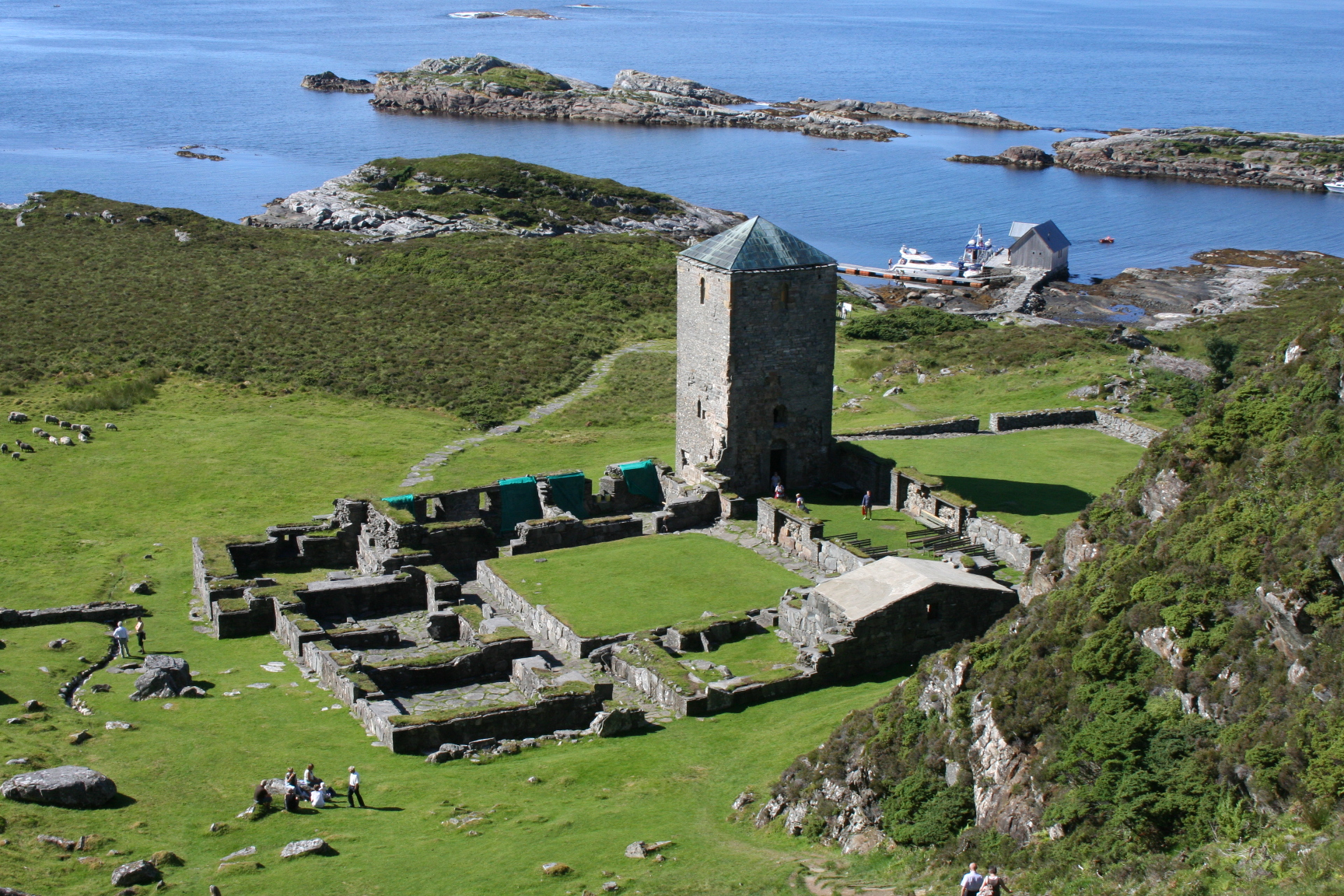
Ruinas del monasterio de Selje. A juzgar por las excavaciones arqueológicas, en las inmediaciones hubo una escuela para niños. Desde antes de la reforma protestante, el monasterio fue devastado por incendios y epidemias.

Sunniva fue elevada a la categoría de patrona de Vestlandet y la isla de Selje fue designada sede episcopal. En 1170 la sede fue cambiada a la ciudad de Bergen. Las reliquias de Sunniva serían trasladadas a la Antigua catedral de Bergen, donde fueron colocadas en el altar mayor el 31 de agosto de 1170 por el obispo Pål. Una parte de los huesos de los marineros probablemente permaneció en Selje.
Su festividad es el 8 de julio: el día de Santa Sunniva y la gente de Selje, llamado en noruego "Seljumannamesse", un día que también fue marcado en su tiempo en el calendario rúnico noruego. Existe otra festividad, la fiesta del traslado de Sunniva (Sunniva traslatio), marcada el 31 de agosto, que celebra el traslado de las reliquias de la santa hacia Bergen.
La iglesia católica de Molde fue nombrada en su honor, lo mismo que varias escuelas en Noruega y barcos noruegos y británicos.
Los santos de Selje y en especial Sunniva tuvieron una importancia relevante en la cristianización de Noruega, y la leyenda caló profundamente en el pueblo noruego de la Edad Media.

## ¿Influencia de leyendas celtas?

Escudo del municipio de Selje, con la imagen de Sunniva.

El filólogo Jan Erik Rekdal, de la Universidad de Oslo señala que la leyenda de Santa Sunniva es una muestra de la influencia celta en la cultura nórdica de la Edad Media. En el siglo X, el norte de las islas británicas tenía características biculturales nórdico-celtas. Rekdal argumenta que las poblaciones nórdicas establecidas allí recibieron la influencia de relatos hagiográficos irlandeses, y sugiere que el relato de Sunniva, establecido en Noruega durante el reinado de Olaf Tryggvason (quien por cierto también vivió en Irlanda), proviene de una leyenda católica irlandesa.
Varias leyendas cristianas de Irlanda muestran similitud con la de Sunniva: mujeres valientes que son perseguidas por enemigos paganos. Sin embargo, también hay una similitud con el mito de San Donnan, del cual las fuentes conocidas más antiguas se remontan al siglo IX, y hablan de que el santo y su hermano fueron quemados vivos por hombres paganos. A Donnan se le consagró una iglesia en las Hébridas, cuando éstas contaban con varios asentamientos noruegos.